# Новицькі
Новицькі — кілька однойменних дворянських родів різного походження. Найбільш відомий з них походить від Федора Новицького, імовірно реєстрового козака Чигиринської сотні (1649). Його син — Ілля Федорович (р. н. невід. — п. 1704) — охочекомонний полковник (1673–96), військовий і державний діяч. Син Іллі — Григорій Ілліч (див. Г.Новицький; р. н. невід. — п. після 1727) — охочекомонний полковник (1704 –08), дослідник сибірських народів. До цього роду належали також Микола Олександрович (1825–93) — генерал-лейтенант (1881), військовий агент Російської імперії у Флоренції (1871–81); Петро Васильович (1835–86) — літератор, який друкувався в таких виданнях, як «Голос», «Новое время», «Всемирная иллюстрация», редактор газети «Новости»; Петро Вікторович (1857 — п. після 1917) — земський діяч, відомий генеалог. З цього роду походить і російська дитяча поетеса й перекладачка Галина Михайлівна (н. 1933).
Рід внесений до 6-ї частини Родовідних книг Полтавської, Чернігівської та Київської губерній, а герб — до 10-ї частини «Общего гербовника дворянских родов Всероссийской империи».